# Besnica (Kranj)
Besnica je potok, ki svoje vode nabira na jugovzhodnih pobočjih planote Jelovica in se v bližini Kranja kot desni pritok izliva v reko Savo. Teče mimo vasi Zgornja Besnica in Spodnja Besnica. Potoku se občasno pridruži še hudournik Šmetinc.